# Высокий (Мурманская область)
Высо́кий (Оленегорск-8) — населённый пункт в Мурманской области. Входит в муниципальный округ город Оленегорск. Население — 6860 жителей (перепись 2010).
Расположен на берегу озера Пермусозеро в 5 км от Оленегорска.
Жилой и служебный фонд — преимущественно капитальные многоэтажные строения в составе 5 улиц.
Посёлок Высокий — это закрытый военный городок, авиационный гарнизон с ограниченным доступом для иногородних лиц. На северо-восточной окраине посёлка расположен военный аэродром Оленья. В посёлок для снабжения авиабазы проведена железнодорожная ветка.

## История
История гарнизона связана со строительством аэродрома Оленья.
Аэродром начал строиться в 50-х годах прошлого века, одновременно строились жилые и служебные помещения. Датой основания считается 1953 год, в 1957 году сюда прибыла вновь сформированная 34-я отдельная тяжелобомбардировочная авиационная эскадрилья специального назначения и разведки погоды, задачи которой состояли в практическом исследовании особенностей полётов в высоких широтах, эксплуатации техники в условиях севера и изучении других специфических моментов по практическому применению ядерного оружия. С самого начала аэродром и посёлок были отнесены к режимным ядерным военным объектам.
Эскадрилья проработала до 1965 года и была расформирована, и тогда же сюда был переведён 924-й гвардейский минно-торпедный авиационный полк Северного флота, с которым и связана большая часть истории посёлка.
Посёлок в 1963 году посещали Никита Хрущёв и Фидель Кастро. Для высоких гостей на западной окраине, вдали от домов была построена гостиница.

## Население
| 2002 | 2010  | 2021  |
| ---- | ----- | ----- |
| 8092 | ↘6860 | ↘6716 |

Численность населения, проживающего на территории населённого пункта, по данным Всероссийской переписи населения 2010 года составляет 6860 человек, из них 4024 мужчины (58,7 %) и 2836 женщин (41,3 %).

## Галерея

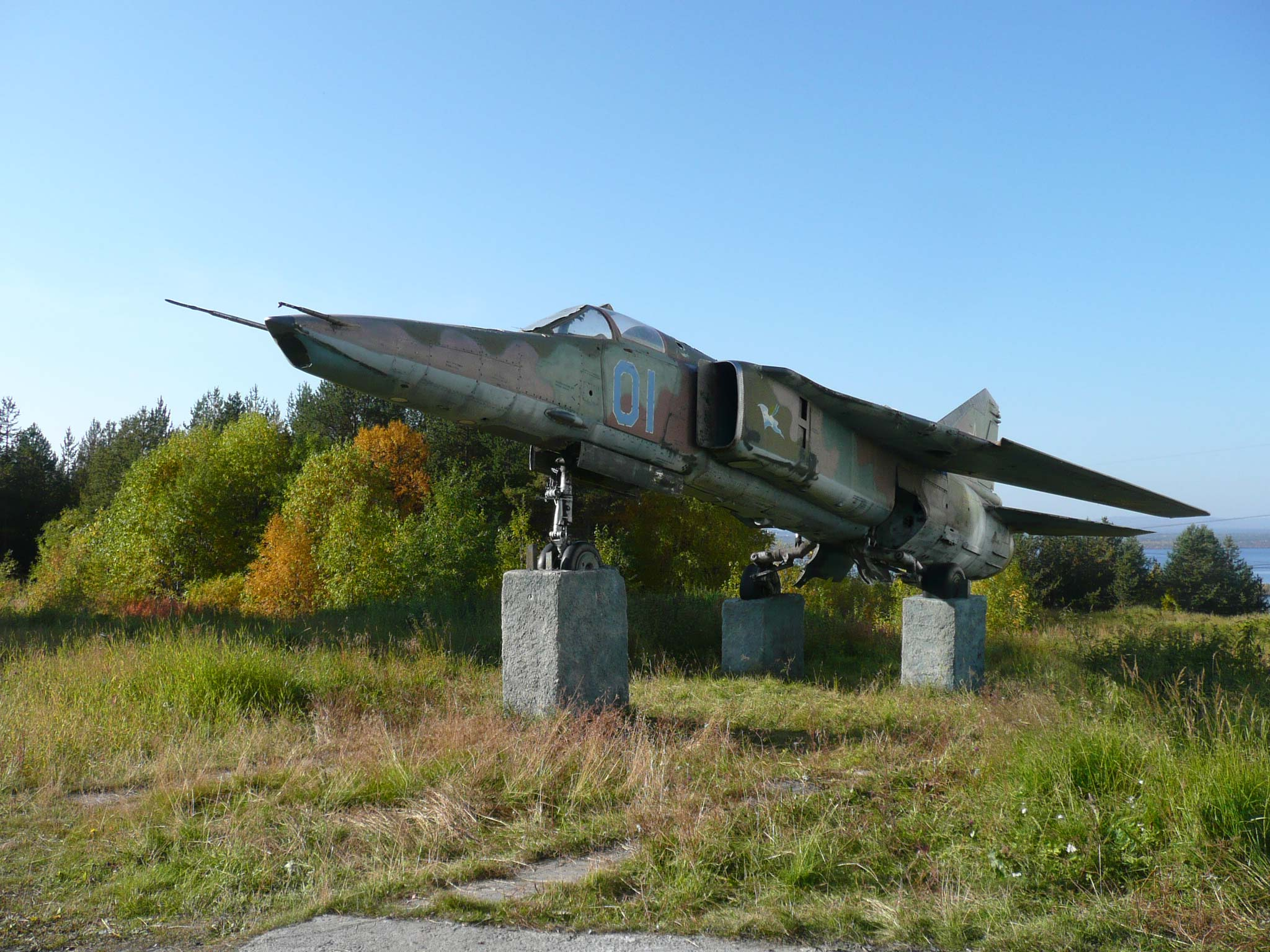
МиГ-27 на постаменте
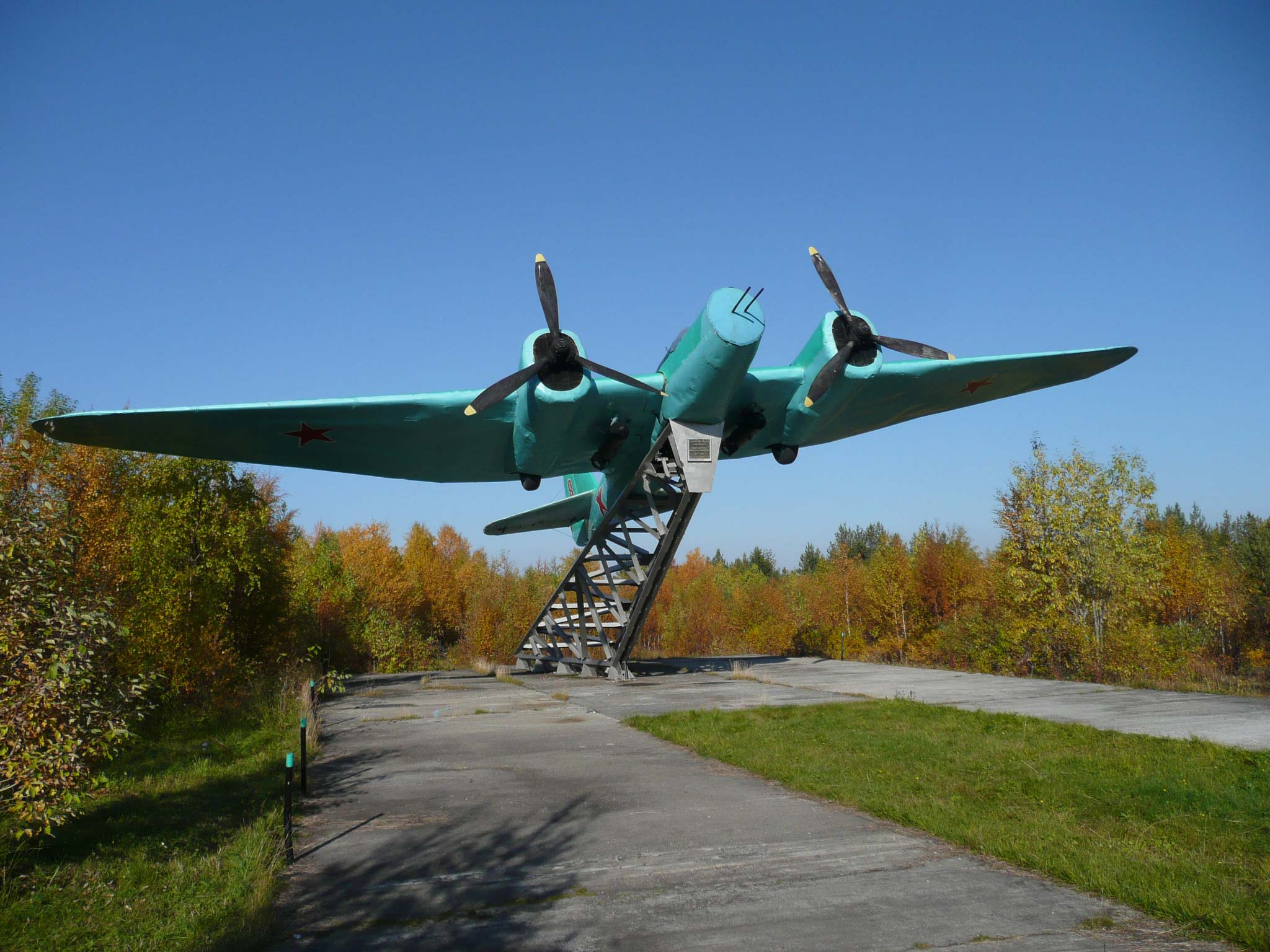
Самолет-памятник воинам-киркенесцам. Макет самолёта СБ
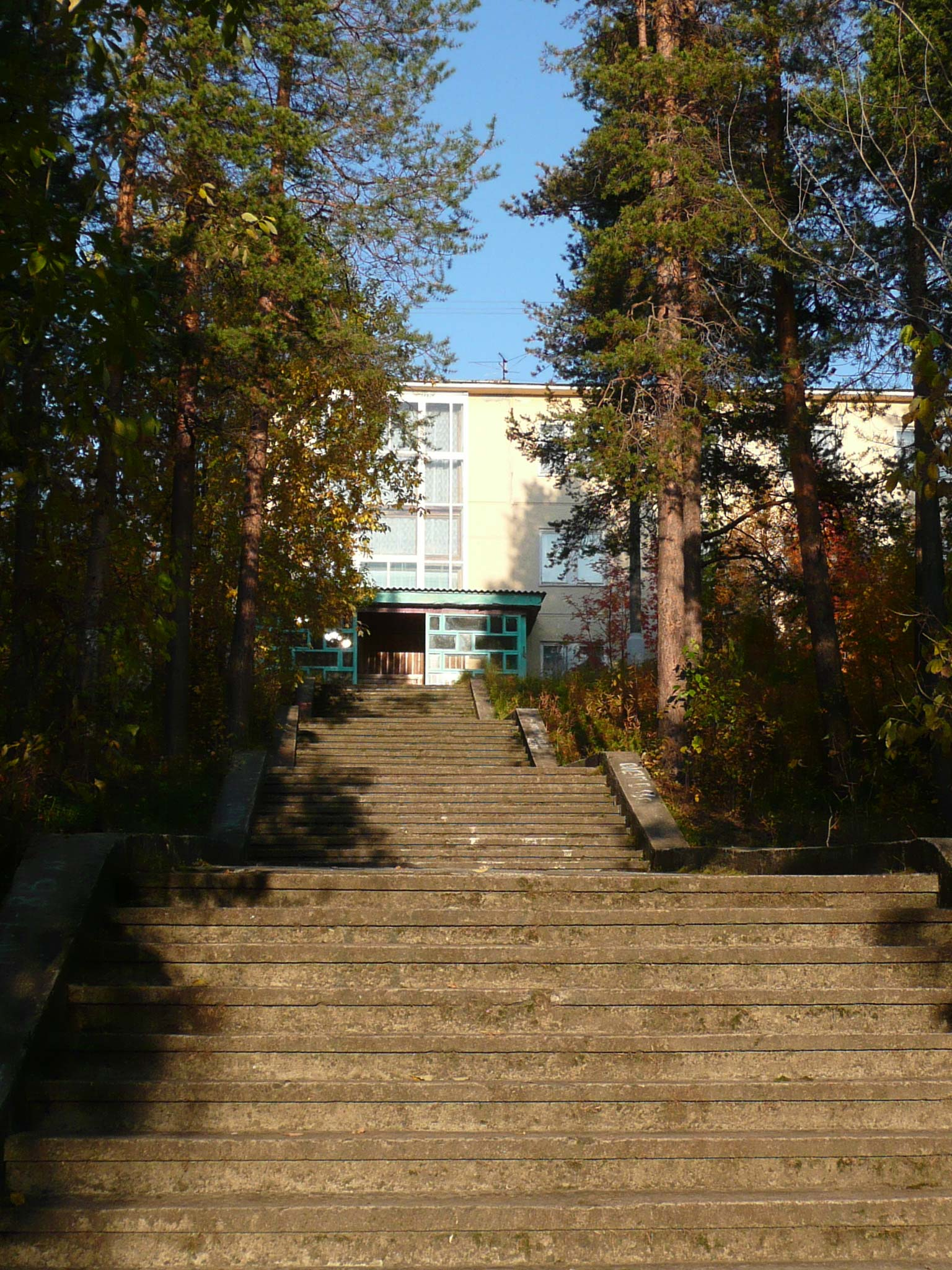
Лестница Хрущёва и Кастро